# SN 1938B
SN 1938B – supernowa odkryta w 1938 roku w galaktyce NGC 2672. W momencie odkrycia miała maksymalną jasność 15,50m.